# La Nuit des traquées
La Nuit des traquées é um filme de 1980 dirigido por Jean Rollin, sobre pessoas que perderam suas memórias em um acidente ambiental e estão confinadas em um hospital.

## Sinopse
Em uma noite fria e escura, um homem está dirigindo pelo campo e descobre uma jovem que parece estar fugindo de algo. O homem para e coloca a jovem em seu carro e não percebe outra mulher, que está completamente nua, chamando pela jovem. A mulher diz ao homem que ela se chama Elizabeth, e insiste que existem pessoas atrás dela, mas ela soa confusa e assustada. O homem leva Elizabeth para o seu apartamento em Paris e percebe que ela está incapacitada de se lembrar de qualquer coisa de qualquer período de tempo. Ele diz à jovem que seu nome é Robert, e ela afirma que terá dificuldade para se lembrar alguns minutos mais tarde. A jovem implora para que ele não deixe pelo motivo dela esquecê-lo, e os dois têm uma relação sexual e amorosa, onde Robert diz à Elizabeth para que nunca esqueça o seu rosto durante o tempo em que estão juntos. Na manhã seguinte, Robert precisa ir ao trabalho e, ao ir, o Dr. Francis invade o apartamento dele para convencer Elizabeth a retornar para a clínica, em que as pessoas estão sendo tratadas pela perda de memória.
Quando a jovem volta à clínica de recuperação mental, ela parece lembrar de uma mulher que chamava por ela na noite anterior, mas ela só lembra o nome do outro, nada mais. Até que Elizabeth lembra-se de Robert e entra em contato com ele, mas ambos são recapturados. Robert procura a clínica em que foi endereçada pelo Dr. Francis, em que os pacientes estão sofrendo uma doença que os levará a serem mortos-vivos, mas Robert recusa-se em acreditar nisso e garante o resgate de Elizabeth.
Os médicos da clínica começaram a descartar as pessoas cujas memórias foram perdidas completamente. Robert consegue encontrar Elizabeth no local, mas é tarde demais pois a sua doença a tomou completamente. Dr. Francis atira na cabeça de Robert e ele se torna como Elizabeth, sem saber o que está acontecendo ao seu redor. Elizabeth e Robert caminham lado a lado.

## Elenco
- Brigitte Lahaie como Elizabeth
- Vincent Gardère
- Dominique Journet como Véronique
- Bernard Papineau como Dr. Francis
- Rachel Mhas como Solange
- Catherine Greiner
- Nathalie Perrey como a mãe
- Christian Farina
- Élodie Delage como Marie
- Cyril Val como Alain Plumey
- Jean Hérel como Jacques
- Jacques Gatteau como Pierre
- Dominique Saint-Cyr
- Grégoire Cherlian
- Jean Cherlian